# ناكامورا هاياتو
ناكامورا هاياتو (باليابانية: 中村隼人) هو ممثل كابوكي ‏ ياباني، ولد في 30 نوفمبر 1993 في طوكيو في اليابان.